# Севастопольская аллея городов-героев
Севастопольская аллея городов-героев — мемориальный комплекс в Ленинском районе Севастополя. Находится на площади Нахимова. Открыт в 2004 году. Посвящён городам-героям, почётное звание которых было учреждено в советское время в память об обороне во время Великой Отечественной войны.

## Описание
Аллея городов-героев в Севастополе расположена на площади Нахимова. Находится между Мемориалом в честь героев второй обороны Севастополя и зданием севастопольской городской администрации. На аллее представлены 13 стел городов героев — Севастополя, Одессы, Киева, Волгограда, Москвы, Ленинграда, Бреста, Новороссийска, Керчи, Минска, Тулы, Смоленска и Мурманска. Каждая стела весит около пяти тонн и выполнена в виде противотанкового надолба, создающего образ защищённой обороны. На каждой из стел нанесено название города и изображение медали «Золотая Звезда». Медали изготовлены из латуни и вес каждой из них составляет 35 килограмм.
Рядом с каждой из стел установлена капсула с землей из данных городов и высажены ели. Фундамент монолитный и выполнен бучардированного железобетона, облицованного красным и серым гранитом из Житомира.

## История
С идей создания Аллеи городов-героев в Севастополе выступил Севастопольский комитет Международного Союза городов-героев СНГ (председатель — Виктор Колядин). К тому моменту Севастополь был единственным городом-героем в котором отсутствовала аллея городов-героев.
Конкурс на лучший проект аллеи в соответствии с указом Президента Украины Леонида Кучмы «О праздновании 60-летия Победы и памятных событий Великой Отечественной войны 1941—1945» от 26 марта 2003 года был объявлен Севастопольской городской государственной администрацией 20 сентября 2004 года.
Предложения принимались до 25 октября 2004 года. Победителем стал проект архитектора Владимира Лапоногова. Проектная документация была подготовлена проектным институтом «Военморпроект» Министерства обороны Российской Федерации (главный инженер — М. Д. Лазарчук).
Строительство осуществлялось Строительным управленим Черноморского флота Министерства обороны Российской Федерации (К. Е. Кабанов); облицовка — «Инвестстрой-Севастополь» (О. Н. Сивобородько); латунное литье — Севастопольский морской завод (А. А. Череватый). Инвестором выступила стивидорная компания «Авлита» (председатель наблюдательного совета — Рафик Дау).
Работы на объекте были завершены 27 апреля 2005 года в присутствии главы Севастопольской городской государственной администрации Сергея Иванова, командующего Военно-морскими силами Украины Игоря Князя, командующего Черноморским флотом Российской Федерации Александра Татаринова и группы офицеров из эсминца ВМС США «Карней». Торжественное открытие прошло 8 мая 2005 года и было приурочено к 60-летию победы в Великой Отечественной войне и 61-й годовщине освобождения Севастополя.